# Porpacithemis trithemoides
Porpacithemis trithemoides is een libellensoort uit de familie van de korenbouten (Libellulidae), onderorde echte libellen (Anisoptera).
De wetenschappelijke naam Porpacithemis trithemoides is voor het eerst geldig gepubliceerd in 1958 door Fraser.